# 13815 Furuya
13815 Furuya (1998 YF7) là một tiểu hành tinh nằm phía ngoài của vành đai chính được phát hiện ngày 22 tháng 12 năm 1998 bởi Atsuo Asami ở Hadano.